# 张文台
张文台（1940年4月—），山东胶州人，中国人民解放军上将军衔。1958年冬季征兵入伍，至长山要塞区守备部队服役，在机炮连操作机炮，后升任机炮连副排长、排长。
1969年至要塞区守备团政治处任职，此后一直担任政治职务，至1973年，任守备团副政委。
1975年任济南军区大钦守备区副政委，1980年至中国人民解放军政治学院进修。1981年任济南军区守备师政委，后任54军副政委。1985年，该军改编为集团军后，任该集团军政委。1988年被授予少将军衔。1993年升任济南军区副政委，1995年晋升中将，1999年任济南军区政治委员。
2002年任总后勤部政治委员，2004年晋升上将，2005年退役，出任全国人大环境与资源保护委员会副主任委员。
有报道称2016年8月5日服用安眠药自杀身亡的第42集团军政委、南部战区陆军副政委陈杰少将是张文台的女婿。